# Interjute
Interjute is een Nederlands handelsbedrijf in verpakkingszakken met hoofdvestiging te Kapellebrug en vestigingen in het buitenland (nevenvestigingen in Spanje, Roemenië en Oekraïne).
Het bedrijf werd opgericht in 1958 als Benny Cohen’s Jutemaatschappij en verhandelde oorspronkelijk gebruikte jute zakken. Het hoofdbedrijf herbergt naast het hoofdkantoor een opslagruimte voor 10 miljoen zakken en een machine die 250.000 zakken per dag van een opdruk kan voorzien. De zakken worden uit Oost-Azië geïmporteerd en, na bewerking, over de gehele wereld verkocht. De jute zakken werden in de loop van de 20e eeuw vervangen door zakken uit polyethyleen, polypropyleen en dergelijke, vaak versterkt met jute- of katoenvezel en in capaciteit oplopend van 25 à 50 kg tot 2.000 kg voor big bags. Ze worden gebruikt voor het verpakken van meel, suiker, zaden, veevoer, mout, kunstmest, chemicaliën en soortgelijke producten.

## Geschiedenis
De oprichters, een Joodse familie, handelden al sinds 1927 in dit soort zakken. Destijds bestond er een sterk groeiende vraag naar jute zakken en waren zo'n 200 handelaren in Nederland in deze markt actief. De Cohens moesten echter vlak voor de Tweede Wereldoorlog naar de Verenigde Staten vluchten. Het bedrijf bestond in Nederland toen slechts op papier. In 1958 maakten de broers Arend en Edward Wessels een doorstart met Benny Cohens bedrijf. Aanvankelijk was dit gevestigd in Vlaardingen, alwaar Wessels had gewerkt als inkoper bij Leijendekkers Zakkenhandel. Na de Tweede Wereldoorlog werd op grote schaal in gebruikte zakken gehandeld. Suiker kwam in jute zakken vanuit de Verenigde Staten, en de gebruikte zakken werden ingezameld en verhandeld. Ze werden schoongemaakt, aan de lengtezijde opengeknipt, binnenstebuiten gekeerd (zodat het merk niet meer zichtbaar was), weer aan elkaar genaaid en voor het binnenlandse transport naar de havens gebruikt.

De zakken waren oorspronkelijk afkomstig van transporten van cacao, koffiebonen, graan en meel. Het ging om vele miljoenen zakken. De Verenigde Staten exporteerden toen miljoen balen katoen per jaar naar Europa; elke baal bestond uit vier zakken. Ook Unilever leverde later grote aantallen zakken.
In 1963 verkochten de Amerikanen hun aandeel, en de Anker Kolen Maatschappij, die steenkool uit de Verenigde Staten importeerde, nam deel in de maatschappij, die toen omgedoopt werd in Internationale Jute Maatschappij. In 1982 verhuisde het ook het hoofdkantoor naar Kapellebrug waar al veel eerder de verwerking van de zakken gebeurde. De naam werd ivm de internationale markt afgekort tot Interjute.
In 1975 werd een loods te Rhoon, met een oude loodfabriek, gekocht. De Anker Kolen Maatschappij werd uitgekocht en ook werd een bedrijf te Kapellebrug gekocht. Daar men in Rhoon niet aan geschikt personeel kon komen, ging men uitbreiden in Kapellebrug. Eind jaren 70 van de 20e eeuw, toen er 70 medewerkers bij de firma actief waren, liep het aantal verwerkte zakken terug van 25 miljoen tot 10 miljoen. Het hergebruik werd te duur en te arbeidsintensief bevonden. Er werd omgeschakeld op vanuit Azië en Oost-Europa ingevoerde kunststof zakken, terwijl tevens de verhuizing naar Kapellebrug een feit werd.